# 塞米兹·阿里帕夏
塞米兹·阿里·帕夏（土耳其語：Semiz Ali Paşa；?—1565年6月28日），波士尼亞人德夫希爾梅出身的奧斯曼帝國政治家，在1549年至1553年出任埃及省總督，在蘇里曼大帝駙馬魯斯坦帕夏死後於1561年7月10日－1565年6月28日出任大維齊爾 。
在土耳其語中，塞米兹意思是肥胖。他與他的前任大維齊爾魯斯坦帕夏與米赫麗瑪蘇丹所生的女兒艾榭·許瑪莎蘇丹結婚。